# Монтальдо, Леонардо
Леонардо Монтальдо (итал. Leonardo Montaldo; 1319, Черанези — 14 июня 1384, Генуя) — дож Генуэзской республики.

## Биография
Леонардо родился в Сан-Мартино-ди-Параванико, около современного Черанези в долине Польчевера. Его род был из Гави. В летописях имя Монтальдо упоминается впервые в 1344 году в деле о приходе церкви Сан-Сиро, где его отец Паоло был судьей. Его первая публичная должность относится к 1351 году, когда он был послан дожем Джованни II Валенте консулом в Каффу, в Крыму.
С возвращением к власти Симона Бокканегра Монтальдо был отправлен послом Республики ко двору Педро I Кастильского в 1356 году, а в 1357 году был назначен в качестве наместником от имени дожа. К дипломатическим делам Монтальдо вернулся в апреле 1358 года, когда был направлен на остров Корсика для урегулирования спора между баронами и местными фермерами. 7 апреля 1359 года император Карл IV Люксембург даровал Монтальдо титул графа Палатинского после успешной миссии к императорскому двору.
Генуэзское доминирование на Корсике и хороший прием миссии Монтальдо императором в 1359 году вызвало раздражение со стороны Педро IV Арагонского, что потребовало начала дипломатических переговоров. В 1363 году Монтальдо прибыл в Асти, чтобы представлять интересы Генуи в переговорах с арагонцами, но ещё до их окончания был награждён землями на Сардинии и отозван в Геную. Его заменил Габриэле Адорно, его политический оппонент.
Далее он был назначен викарием Чиавари и был в составе дипломатических миссий во Флоренцию и Венецию, а затем в Константинополь. В Константинополе он получил от византийского императора Иоанна V икону Нерукотворного образа, почитавшуюся как подлинная святыня и ныне хранящуюся в церкви Сан Бартоломео дельи Армени в Генуе.
В 1363 году, после смерти Симона Бокканегра, Леонардо Монтальдо вернулся в Геную, где вступил в конфликт с новым дожем Габриэле Адорно. Ведомый семьями Дориа и дель-Карретто, Монтальдо в 1365 году он попытался напасть на Палаццо Дукале и заставить Адорно отречься, но дело провалилось, и Монтальдо был вынужден бежать в Пизу. В 1366 году он повторил попытку переворота, но вновь неудачно, и теперь уже был вынужден искать убежища в изгнании при дворе Висконти в Асти вплоть до 1371 года, когда Адорно был смещен, и новый дож Доменико ди Кампофрегозо вернул Монтальдо в Геную и ввел его в Совет старейшин.
За дипломатические успехи Монтальдо был назначен новым дожем Николо Гуарко в 1378 году руководителем посольства в Турин для переговоров о мире с Венецией после окончания войны Кьоджи.

## Правление
В 1383 году 64-летний Монтальдо воспользовался благоприятной ситуацией, которая была создана конфликтом Кампофрегозо с народом Генуи, чтобы прийти к власти. Доменико ди Кампофрегозо 5 апреля бежал из города и назвал ремесленника Федерико да Пагана в качестве преемника. Однако Пагана был смещен уже 7 апреля, и Совет старейшин избрал дожем Монтальдо, несмотря на тот факт, что значительная часть населения поддерживала Антониотто Адорно. В соответствии с некоторыми источниками, Монтальдо согласился управлять республикой только на шесть месяцев.
Среди его первых актов в качестве дожа было освобождение короля Якова I Кипрского, что позволило генуэзцам установить своё господство над островом. Внутренняя жизнь Генуи при Монтальдо была счастливой и мирной. Леонардо, подобно своим предшественникам, пытался реорганизовать республику, и в особенности налоговую систему.
Однако 11 июня 1384 года стало очевидно, что он заболел чумой во время эпидемии в городе, и три дня спустя он умер. На следующий день Антониотто Адорно был избран дожем.

## Семья
Монтальдо был женат дважды: на Катарине Скалетта и Бартоломее Ардименти, от которых имел несколько детей, среди них Антонио Монтальдо, будущий дож Республики.